# Sauropodi
Sauropodi (lat. Sauropoda – gušterska stopala) su dinosauri iz skupine Saurischia. Bili najveće kopnene životinje na Zemlji, ali i najveći dinosauri. Porijeklo vode od prosauropoda. U periodu kasnog trijasa su se pojavili prvi sauropodi, koji su bili maleni u poređenju s kasnijim vrstama. U periodu kasne jure sauropodi su bili najrasprostranjeniji i najraznovrsniji. Održali su se do kraja Mezozoika. Sauropodi su živjeli širom svijeta.

## Ishrana
Sauropodi su bili najveći biljojedi na Zemlji. Prema načinu ishrane, svaka vrsta sauropoda je razvila drugačiji oblik zuba. Tako na primjer diplodokidi i titanosauri su razvili klinaste zube da bi se hranili mekim lišćem, dok su kamarasauridi i brahiosauridi razvili žličaste zube da bi se hranili tvrdim lišćem.
Na meniju ishrane sauropoda su se nalazile mnoge biljke, kao što su cikasi, drvolike paprati, sjemenske paprati, biljke nalik na cvijetnice (Benetite), paprati, prve cvjetnjače (koje su se razvile u kredi) i mnoge druge.

## Prvi sauropodi
Prvi sauropodi su bili četveronožni biljojedi dužine od 4 do 14 m. Pojavili su se otprilike prije 220 milijuna godina, a nestali su sredinom jure. Živjeli su na području današnje Afrike i Azije. U prve sauropode ubrajamo vrste:
- Antetonitrus ingenipes ("prije groma") iz Južnoafričke Republike, otkriven 2003. Bio je visok u kukovima 1.5 do 2 m, dug 8 do 10 m, a glavu je mogao podići do visine od 4 m. Živio je u doba kasnog trijasa (od Carniana do Rhaetiana), prije 228 do 206 milijuna godina;
- Archaeodontosaurus descouensi (gušter s drevnim zubima) s Madagaskara, otkriven 2005. Imao je zube slične prosauropodskim. Živio je u doba srednje jure;
- Blikanasaurus cromptoni (gušter iz Blikane) iz Južnoafričke Republike, otkriven 1985, Pripadao porodici Blikanasauridae. Živio je u doba kasnog trijasa;
- Chinshakiangosaurus chunghoensis (Chinshakianski gušter) iz Kine, otkriven 1992. Bio je dug 12 do 13 m.Živio je u doba rane jure;
- Gongxianosaurus shibeiensis (gušter iz Gǒng Xiàna) iz Kine (pokraina Sečuan), otkriven 1998. Bio je dug 14 m. Živio je u doba rane jure (od Pliensbachiana do Toarciana), prije 183 do 174 milijuna godina;
- Isanosaurus attavipachi (gušter iz Isana) s Tajlanda, otkriven 2000. Bio je dug 6.5 m. Bedrena kost mu je bila duža od ljudske. Živio je u doba kasnog trijasa (od Noriana do Rhaetiana), prije 214 do 201 milijun godina;
- Kotasaurus yamanpalliensis (gušter Kota formacije) iz Indije (država Andhra Pradesh), otkriven 1988. Bio je dug 9 m. Živio je u doba rane jure (od Sinemuriana do Pliensbachiana), prije 196.5 do 183 milijuna godina;
- Spinophorosaurus nigerensis (gušter sa kičmenim ležištima) iz Nigerije, otkriven 2009. Imao je 4 šiljka na vrhu repa. Živio je u doba srednje jure (od Bathoniana do Calloviana), prije 167 do 163.5 milijuna godina;

## Gravisauria
Gravisauria je nešto napredniji stupanj razvoja sauropoda koji se pojavio prije 183 milijuna godina. Dostizali su dužinu do 18 m. Tu ubrajamo:
- porodicu Vulcanodontidae. Vulkanodontidae (ili ponekad nazvani Barapasauridae) su ranojurski sauropodi sjeverne Zemljine hemisfere. Tu ubrajamo vrste:

1. Barapasaurus tagorei (gušter s velikim nogama) iz Indije, otkriven 1975. Bio je dug 14 m. Najveći pronađeni zub ove vrste je bio dug 5.8 cm. Živio je u doba rane jure (od Sinemuriana do Pliensbachian), prije 196.5 do 183 milijuna godina;
2. Ohmdenosaurus liasicus (gušter iz Ohmedena) iz Njemačke, otkriven 1978. Bio je dug 4 m. Živio je u doba rane jure;
3. Tazoudasaurus naimi iz Maroka, otkriven 2004. Bio je dug 9 m. Živio je u doba rane jure;
4. Vulcanodon karibaensis (vulkanski zub) iz Zimbabvea, otkriven 1972. Bio je dug 6.5 m. Živio je u doba rane jure;
5. Zizhongosaurus chuanchengensis (gušter iz Zizhonga) iz Kine (pokraina Sečuan), otkriven 1983. Živio je u doba rane jure;

- i Rhoetosaurus brownei (Rhoetusov gušter) iz istočne Australije, otkriven 1926. Bio je dug 12 do 15 m. Ime je dobio po Rhoetusu, jednom titanu iz grčke mitologije. Rep mu se sastojao od 22 kralješka. Živio je u doba srednje jure;

## Eusauropoda
Eusauropoda (prava gušterska stopala) obuhvata sve sauropode od doba srednje jure do kraja krede. Predci su im se razvili iz Gravisaurie. U Eusauropode ubrajamo:
- Algoasaurus bauri (gušter Algoa zaljeva) iz Južnoafričke Republike, otkrivenog 1904. Bio je dug 9 m. Živio je u od kasne jure (Tithonian) do rane krede (Valanginian), prije 150 do 138 milijuna godina;
- Asiatosaurus mongolensis (Azijski gušter) iz Mongolije, otkriven 1924. Bliski srodnik mu je Asiatosaurus kwangshiensis. Živio je u doba rane krede;
- Asiatosaurus kwangshiensis (Azijski gušter) iz Kine (pokrajina Guangxi), otkriven 1975. Živio je u doba rane krede;
- Atlasaurus imelakei (Atlasov gušter) iz Maroka, otkriven 1999. Bio je dug oko 15 m, donja čeljust mu je bila duga 69 cm, vrat 3.86 m, a bio je težak 22.5 t. Živio je u doba srednje jure (od Bathoniana do Calloviana), prije 167 do 164 milijuna godina;
- Chuanjiesaurus anaensis (gušter iz sela Chuanjie) iz Kine (pokrajina Yunnan), otkriven 2000. Živio je u doba srednje jure (od Bathoniana do Calloviana), prije 168 do 164 milijuna godina;
- Ferganasaurus verzilini iz Kirgistana, otkriven 2003. Živio je u doba srednje jure (Callovian), prije 166.1 do 163 milijuna godina;
- Jobaria tiguidensis iz Nigera, otkriven 1999. Bio je dug 21.3 m, a težak 22.4 t. Živio je na prelazu iz srednje u kasnu juru (od Calloviana do Oxfordiana), prije 164 do 161 milijun godina;
- Liubangosaurus hei iz Kine (pokrajina Guangxi), otkriven 2010. Živio je u doba rane krede;
- Qinlingosaurus luonanensis (gušter s planine Qinling) iz Kine (pokrajina Shaanxi), otkriven 1996. Živio je u doba kasne krede;
- Xianshanosaurus shijiagouensis iz Kine, otkriven 2009. Živio je u doba kasne krede;
- porodicu Cetiosauridae, koju čine:

1. Amygdalodon patagonicus (gušter sa zubima nalik na badem) iz Argentine, otkriven 1947. Bio je dug 15 m, visok 4 m, a težak 24 t. Zubi su mu imali oblik bademovog ploda. Živio je u doba srednje jure (Bajocian), prije 170.3 do 168.3 milijuna godina;
2. Chebsaurus algeriensis iz Alžira, otkriven 2005. Bio je dug 8 do 9 m. Pronađen je na planini Atlas. Živio je između srednje i kasne jure;

Neosauropoda
- Seismosaurus - oko 50 m
- Supersaurus - oko 40 m
- Diplodocus - 27 m
- Brachiosaurus - 23 m (teži)
- Barosaurus - 23 m (lakši)
- Apatosaurus (Brontosaurus) - 21 m
- Camarasaurus - 18 m